# 西伊斯蘭阿巴德
西伊斯蘭阿巴德（波斯語：‎），另稱哈魯納巴德，是伊朗的城市，位於該國西部札格羅斯山脈西部，由克爾曼沙汗省負責管轄，距離克爾曼沙赫50公里，海拔高度1,334米，2006年人口89,430，主要为库尔德人。